# Hadarihal, Bilgi
Hadarihal là một làng thuộc tehsil Bilgi, huyện Bagalkot, bang Karnataka, Ấn Độ.